# Bahrain International Circuit
Bahrain International Circuit er et motorsportsanlæg i Bahrain, beliggende i ørkenområdet Sakhir, 27 kilometer sydvest for hovedstaden Manama. Anlægget har siden indvielsen i 2004, lagt asfalt til Formel 1-løbet Bahrains Grand Prix.

## Historie
Opførsel af anlægget var et nationalt anliggende, med Kronprins Salman bin Hamad bin Isa Al Khalifa i spidsen. Bahrain havde lavet en mangeårig aftale med Formel 1-chef Bernie Ecclestone, om at landet skulle være vært for et årligt Formel 1 Grand Prix, med start i 2004. Det ville blive det første nogensinde i Mellemøsten.
Den tyske banearkitekt Hermann Tilke tegnede anlæggets design, der kom til at indeholde seks forskellige bane layouts. Første spadestik blev taget i december 2002. Banen skulle i starten af april 2004 ligge asfalt til det første F1 Grand Prix, men man søgte om at udsætte eller aflyse, da arrangørerne ikke troede på at opførslen af anlægget kunne stå færdigt til tiden. Ansøgningen blev afvist af Bernie Ecclestone, og 4. april kunne tyske Michael Schumacher vinde det første Formel 1-løb i Mellemøsten. Schumachers banerekord fra det år er stadigvæk ikke slået, da ingen har kørt de 5,412 km hurtigere end 1:30.252 minut.

### Politisk uro og aflysning
I 2011 blev årets F1 Grand Prix aflyst, da der var store politiske uroligheder i Bahrain. Løbet skulle køres 13. marts, og var planlagt til at åbne 2011-sæsonen. Året efter var der fortsat store uroligheder i landet, og flere Formel 1-teams forlangte at Fédération Internationale de l'Automobile (FIA) skulle aflyse løbet, da landet ikke overholdte menneskerettighederne, og at løbsarrangør Salman bin Hamad bin Isa Al Khalifa var en del af skylden, da han var chef for oliestatens væbnede styrker. Løbet blev dog gennemført som planlagt, med Sebastian Vettel som senere vinder.

## Banedesign
Bahrain International Circuit har seks forskellige layouts af baner.
- "Endurance Circuit". Brugt til F1 i 2010
- Flad ovalbane
- "Grand Prix Circuit". Brugt af F1 fra 2004–2009, og igen fra 2012.
- "Inner Circuit"
- "Outer Circuit"
- "Paddock Circuit"

### Data
| Bane                    | Distance | FIA status |
| ----------------------- | -------- | ---------- |
| Grand Prix track        | 5,412 km | 1          |
| Inner track             | 2,55 km  | 2          |
| Outer track             | 3,664 km | 1          |
| Paddock Circuit         | 3,7 km   | 1          |
| Drag Strip              | 1,2 km   | n/a        |
| Oval bane uden hældning | 2 km     | n/a        |
| Full Circuit            | 6,299 km | 1          |

## Vindere af Formel 1 på Sakhir
| År   | Vinder                                             | Konstruktør                                        | Dæk                                                | Tid                                                | Banelængde                                         | Omgange                                            | Fart                                               | Banedesign                                         | Dato         |
| ---- | -------------------------------------------------- | -------------------------------------------------- | -------------------------------------------------- | -------------------------------------------------- | -------------------------------------------------- | -------------------------------------------------- | -------------------------------------------------- | -------------------------------------------------- | ------------ |
| 2004 | Michael Schumacher                                 | Ferrari                                            | B                                                  | 1:28:34,875 t                                      | 5,417 km                                           | 57                                                 | 209,143 km/t                                       | Grand Prix (Original)                              | 4. april     |
| 2005 | Fernando Alonso                                    | Renault                                            | M                                                  | 1:29:18,531 t                                      | 5,417 km                                           | 57                                                 | 207,274 km/t                                       | Grand Prix (Original)                              | 3. april     |
| 2006 | Fernando Alonso                                    | Renault                                            | M                                                  | 1:29:46,205 t                                      | 5,412 km                                           | 57                                                 | 206,018 km/t                                       | Grand Prix                                         | 12. marts    |
| 2007 | Felipe Massa                                       | Ferrari                                            | B                                                  | 1:33:27,515 t                                      | 5,412 km                                           | 57                                                 | 197,887 km/t                                       | Grand Prix                                         | 15. april    |
| 2008 | Felipe Massa                                       | Ferrari                                            | B                                                  | 1:31:06,970 t                                      | 5,412 km                                           | 57                                                 | 202,975 km/t                                       | Grand Prix                                         | 6. april     |
| 2009 | Jenson Button                                      | Brawn GP                                           | B                                                  | 1:31:48,182 t                                      | 5,412 km                                           | 57                                                 | 201,711 km/t                                       | Grand Prix                                         | 26. april    |
| 2010 | Fernando Alonso                                    | Ferrari                                            | B                                                  | 1:39:20,396 t                                      | 6,299 km                                           | 49                                                 | 186,272 km/t                                       | Endurance                                          | 14. marts    |
| 2011 | aflyst på grund af politiske uroligheder i Bahrain | aflyst på grund af politiske uroligheder i Bahrain | aflyst på grund af politiske uroligheder i Bahrain | aflyst på grund af politiske uroligheder i Bahrain | aflyst på grund af politiske uroligheder i Bahrain | aflyst på grund af politiske uroligheder i Bahrain | aflyst på grund af politiske uroligheder i Bahrain | aflyst på grund af politiske uroligheder i Bahrain | 13. marts    |
| 2012 | Sebastian Vettel                                   | Red Bull-Renault                                   | P                                                  | 1:35:10,990 t                                      | 5,412 km                                           | 57                                                 | 201,143 km/t                                       | Grand Prix                                         | 22. april    |
| 2013 | Sebastian Vettel                                   | Red Bull-Renault                                   | P                                                  | 1:36:00,498 t                                      | 5,412 km                                           | 57                                                 | 192,632 km/t                                       | Grand Prix                                         | 21. april    |
| 2014 | Lewis Hamilton                                     | Mercedes AMG                                       | P                                                  | 1:39:42,743 t                                      | 5,412 km                                           | 57                                                 | 185,476 km/t                                       | Grand Prix                                         | 6. april     |
| 2015 | Lewis Hamilton                                     | Mercedes AMG                                       | P                                                  | 1:35:05,809 t                                      | 5,412 km                                           | 57                                                 | 186,587 km/t                                       | Grand Prix                                         | 19. april    |
| 2016 | Nico Rosberg                                       | Mercedes AMG                                       | P                                                  | 1:33:34,696 t                                      | 5,412 km                                           | 57                                                 | 197,634 km/t                                       | Grand Prix                                         | 3. april     |
| 2017 | Sebastian Vettel                                   | Ferrari                                            | P                                                  | 1:33:53,373 t                                      | 5,412 km                                           | 57                                                 | 196,979 km/t                                       | Grand Prix                                         | 16. april    |
| 2018 | Sebastian Vettel                                   | Ferrari                                            | P                                                  | 1:32:01,940 t                                      | 5,412 km                                           | 57                                                 | 207,842 km/t                                       | Grand Prix                                         | 8. april     |
| 2019 | Lewis Hamilton                                     | Mercedes AMG                                       | P                                                  | 1:34:21,295 t                                      | 5,412 km                                           | 57                                                 | 208,575 km/t                                       | Grand Prix                                         | 31. marts    |
| 2020 | Lewis Hamilton                                     | Mercedes AMG                                       | P                                                  | 2:59:47,515 t                                      | 5,412 km                                           | 57                                                 | 211,741 km/t                                       | Grand Prix                                         | 29. november |
| 2020 | Sergio Pérez                                       | BWT Racing Point                                   | P                                                  | 1:31:15,114 t                                      | 3,543 km                                           | 87                                                 | 230,214 km/t                                       | Outer Circuit                                      | 6. december  |
| 2021 | Lewis Hamilton                                     | Mercedes                                           | P                                                  | 1:32:03,897 t                                      | 5,412 km                                           | 56                                                 | 211,566 km/t                                       | Grand Prix                                         | 28. marts    |